# Straight to DVD II
Straight To DVD II (полное название Straight To DVD II: Past, Present And Future Hearts) — концертный CD/DVD американской рок-группы All Time Low, выход которого был первоначально запланирован на 26 августа 2016 года, однако был перенесен на 9 сентября. Альбом был записан в рамках Future Hearts Tour в Европе и Северной Америке. В DVD издание также была включена запись выступления коллектива в Уэмбли Арена. Релиз достиг 22-й позиции в чарте Австралии, 78-е в Бельгии и 88-е в Нидерландах.

## Список композиций
CD
Вся музыка написана All Time Low.
| №                   | Название                                   | Длительность |
| ------------------- | ------------------------------------------ | ------------ |
| 1.                  | «Intro»                                    | 1:34         |
| 2.                  | «A Love Like War»                          | 3:38         |
| 3.                  | «Lost In Stereo»                           | 3:39         |
| 4.                  | «Heroes»                                   | 3:52         |
| 5.                  | «Somewhere In Neverland»                   | 4:00         |
| 6.                  | «The Irony of Choking on a Lifesaver»      | 4:25         |
| 7.                  | «Weightless»                               | 3:52         |
| 8.                  | «Remembering Sunday (feat. Cassadee Pope)» | 5:01         |
| 9.                  | «Therapy»                                  | 4:16         |
| 10.                 | «Kids In The Dark»                         | 3:41         |
| 11.                 | «Guts»                                     | 3:22         |
| 12.                 | «Outlines (feat. Josh Franceschi)»         | 3:40         |
| 13.                 | «Damned If I Do Ya (Damned If I Don’t)»    | 3:10         |
| 14.                 | «Forget About It»                          | 2:56         |
| 15.                 | «Backseat Serenade»                        | 5:11         |
| 16.                 | «Time Bomb»                                | 4:04         |
| 17.                 | «Something’s Gotta Give»                   | 3:18         |
| 18.                 | «The Reckless and the Brave»               | 3:20         |
| 19.                 | «Dear Maria, Count Me In»                  | 5:05         |
| Общая длительность: | Общая длительность:                        | 2:04:04      |

| №  | Название                   | Длительность |
| -- | -------------------------- | ------------ |
| 1. | «Six Feet Under The Stars» |              |
| 2. | «Stella»                   |              |
| 3. | «Jasey Rae»                |              |
| 4. | «Take Cover (B-Side)»      | 3:30         |
| 5. | «Caroline (B-Side)»        | 3:05         |

DVD
Вся музыка написана All Time Low.
| №  | Название                                       | Длительность |
| -- | ---------------------------------------------- | ------------ |
| 1. | «Past, Present, and Future Hearts Documentary» | 1:06:06      |
| 2. | «Live At Wembley Arena»                        | 1:55:21      |
| 3. | «Outtakes»                                     |              |